# ناتاشا توماس
ناتاشا توماس (بالدنماركية: Natasha Thomas)‏ هي كاتبة غنائية ومغنية دنماركية، ولدت في 27 سبتمبر 1986 في روسكيلدا في الدنمارك.

## وصلات خارجية
- الموقع الرسمي
- ناتاشا توماس على موقع IMDb (الإنجليزية)
- ناتاشا توماس على موقع ميوزك برينز (الإنجليزية)
- ناتاشا توماس على موقع أول ميوزيك (الإنجليزية)
- ناتاشا توماس على موقع ديسكوغز (الإنجليزية)